# 塔蘭·基拉姆
塔蘭·基拉姆（英語：Taran Killam；1982年4月1日—）是一位美國演員、配音演員、喜劇演員、作家和歌手。他出演過《週六夜現場》等喜劇節目。

## 外部連結
- Taran Killam在互联网电影资料库（IMDb）上的資料（英文）
- 塔蘭·基拉姆的X（前Twitter）
- Official SNL cast biography （页面存档备份，存于）